# Rena Wang
Rena Wang (* 15. August 1991 in Pasadena, Vereinigte Staaten) ist eine US-amerikanische Badmintonspielerin. Iris Wang ist ihre jüngere Schwester. 

## Karriere
Rena Wang gewann 2008 und 2009 insgesamt drei Titel bei den Panamerikameisterschaften der Junioren. Bei den Erwachsenen gewann sie im letztgenannten Jahr zwei Bronzemedaillen im Dameneinzel und Damendoppel. 

## Sportliche Erfolge
| Saison | Veranstaltung                   | Disziplin   | Platz | Name                      |
| ------ | ------------------------------- | ----------- | ----- | ------------------------- |
| 2008   | Juniorenpanamerikameisterschaft | Damendoppel | 1     | Rena Wang / Priscilla Lun |
| 2009   | Juniorenpanamerikameisterschaft | Dameneinzel | 1     | Rena Wang                 |
| 2009   | Juniorenpanamerikameisterschaft | Damendoppel | 1     | Rena Wang / Iris Wang     |
| 2009   | Panamerikameisterschaft         | Dameneinzel | 3     | Rena Wang                 |
| 2009   | Panamerikameisterschaft         | Damendoppel | 3     | Rena Wang / Iris Wang     |
| 2010   | Weltmeisterschaft               | Damendoppel | 17    | Rena Wang / Iris Wang     |
| 2010   | Weltmeisterschaft               | Dameneinzel | 33    | Rena Wang                 |